# Non è fantastica?
Non è fantastica? (Isn't She Great) è un film del 2000 diretto da Andrew Bergman e interpretato da Bette Midler, nel ruolo della scrittrice e attrice statunitense Jacqueline Susann.
La sceneggiatura di Paul Rudnick è basata sul profilo che lo scrittore Michael Korda fece dell'autrice di La valle delle bambole in un articolo intitolato Wasn't She Great?, apparso su The New Yorker nel 1995.
Bette Midler ha ricevuto una nomination come peggior attrice protagonista ai Razzie Awards 2000 e agli Stinkers Bad Movie Awards 2000.

## Trama
Il film ripercorre la vita di Jacqueline Susann, dagli inizi come aspirante attrice fino al successo nel 1966 come scrittrice del best seller La valle delle bambole, affrontando anche aspetti della sua vita privata come il rapporto con il marito, l'agente pubblicitario Irving Mansfield, quello con il figlio autistico Guy e la battaglia contro il cancro al seno che l'avrebbe condotta alla morte nel 1974.

## Distribuzione
Il film venne distribuito nelle sale statunitensi a partire dal 28 gennaio 2000.

### Date di uscita
- USA (Isn't She Great) - 28 gennaio 2000
- Australia (Isn't She Great) - 1 giugno 2000
- Grecia (Ma einai yperohi) - 2 giugno 2000
- Regno Unito (Isn't She Great) - 23 giugno 2000
- Israele (Isn't She Great) - 21 settembre 2000
- Spagna (Ella es única) - 25 maggio 2001

Nei seguenti Paesi il film è uscito direttamente in versione home video:
- Germania (Ist sie nicht großartig?) - 26 luglio 2001
- Argentina (¿No es grandiosa?) - 5 settembre 2001
- Islanda (Isn't She Great) - 28 settembre 2001
- Italia (Non è fantastica?) - 30 gennaio 2002
- Giappone (イズント・シー・グレート) - 25 febbraio 2004

## Accoglienza

### Incassi
Costato circa $44.000.000, il film si è rivelato un clamoroso insuccesso al botteghino incassando complessivamente $3.003.296 ($2.962.465 solo negli Stati Uniti).

### Critica
Il sito Rotten Tomatoes riporta il 25% di recensioni professionali con un giudizio positivo, con un voto medio di 4 su 10.
Tranne alcune eccezioni, come Jay Carr che su The Boston Globe ha definito il film «uno spettacolo sorprendentemente caldo e coinvolgente, sfacciato, sdolcinato e divertente», i giudizi su Isn't She Great sono stati complessivamente negativi. Michael Wilmington sul Chicago Tribune ha parlato di «uno sbalorditivo spreco di tempo e talento», mentre il critico Nathan Rabin di The Onion A.V. Club lo ha descritto «sfacciato, vistoso, invadente e superficiale, tutto luminosa apparenza pacchiana con niente dietro».
Secondo la giornalista Stephanie Zacharek «non si ha del tutto la certezza di ciò che il film voglia farci pensare di Jackie, quindi siamo lasciati vagare attraverso una sorta di foschia kitsch, ridacchiando di tanto in tanto delle sue umili origini, ma senza un'idea di dove siamo diretti».
Molti hanno effettivamente rilevato che il film addolcisce la vita di Jacqueline Susann («eliminate le parolacce, e avrete una commovente versione Disney della vita di una scrittrice popolare» ha scritto Walter Addiego sul San Francisco Examiner) semplificando o sorvolando su alcuni dei capitoli più oscuri della sua vita, soprattutto il rapporto con il figlio autistico e la lotta contro il cancro.
Peter Stack del San Francisco Chronicle lo ha giudicato «così vagamente basato sulla vera donna che si tratta di fantasia con una spolverata di realtà», e sul New York Times Elvis Mitchell ha riportato: «In questo adattamento la vita della Susann è appiattita, resa leziosa e attraente... Paul Rudnick e il regista Andrew Bergman hanno reso così innocuo Isn't She Great che è come guardare uno sketch arrugginito del vecchio Carol Burnett Show».
Gran parte delle critiche hanno riguardato anche la prova della protagonista, ritenuta da molti non adatta alla parte. Secondo Roger Ebert, la Jacqueline Susann di Bette Midler «non è abbastanza intensa, abbastanza viziosa, abbastanza ambiziosa o abbastanza complicata per essere la donna che divenne famosa nel mondo per il puro esercizio della volontà» Di parere diverso è stato il giornalista Russell Smith, che sull'Austin Chronicle ha giudicato l'attrice «forse un po' vecchia per il ruolo, ma cattura un personaggio da fumetto in modo divertente».

## Colonna sonora
La colonna sonora del film, composta da Burt Bacharach tranne dove indicato, è stata pubblicata nel 1999 dalla Decca Records.
1. On My Way (Bacharach, David) - 3:17 - cantata da Dionne Warwick
2. Love Theme (The Falling in Love) - 1:38
3. Lunch at Lindy's - 1:08
4. Guy's Theme (Wordless) - 1:43
5. Mass Love - 1:29
6. Sexual Me, Sexual You - 3:15
7. Yes, They Said Yes! - 1:27
8. The Big Pitch - 1:56
9. Are You My Friend? - 1:17
10. Hello Connecticut - 0:59
11. For Mimsy - 2:04
12. Heartache Revisited - 1:23
13. The Book Tour (On My Way - Reprise) (Bacharach, David) - 5:39 - cantata da Dionne Warwick
14. About Expectations - 2:55
15. The Late Lunch - 1:00
16. Victory at a Price - 4:08
17. Open Your Heart (Bacharach, David) - 3:47 - cantata da Vanessa Williams